# Stactobiella cahaba
Stactobiella cahaba är en nattsländeart som beskrevs av Harris 1985. Stactobiella cahaba ingår i släktet Stactobiella och familjen smånattsländor. Inga underarter finns listade i Catalogue of Life.